# Сабин, Георг
Георг Сабин (нем. Georg Sabinus, настоящая фамилия Шулер нем. Schüller; 23 апреля 1508, Бранденбург-на-Хафеле — 2 декабря 1560, Франкфурт-на-Одере) — немецкий филолог и поэт.

## Биография
Родился 23 апреля 1508 года в Бранденбурге в семье городского головы Бальтазара Шулера.

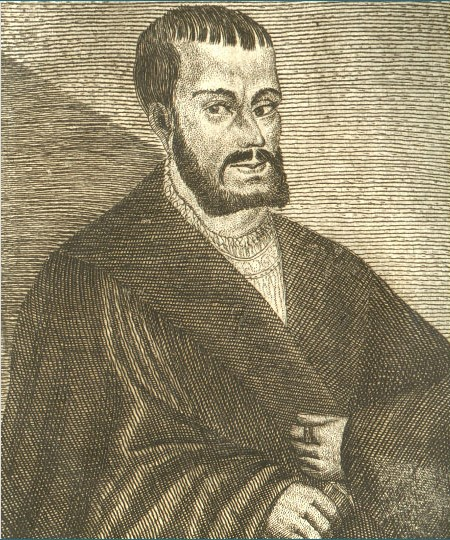
Георг Сабин. Иллюстрация из книги «Acta Borussica», Национальный музей Литвы.

В 1523—1533 годах изучал филологию и право в университете Виттенберга; именно в этот период начал подписывать стихи псевдонимом Сабин (Sabinus). Был учеником Меланхтона, увлёкся учением Мартина Лютера.
После возвращения из Италии, куда он отправился в 1533 году и где он завязал множество связей с известными и влиятельными учёными и поэтами (самой важной для него была дружба с Пьетро Бембо), он обручился с четырнадцатилетней дочерью Меланхтона Анной и женился 6 ноября 1536 год; брак оказался несчастливым. Анна умерла 26 февраля 1547 года и Сабин женился во второй раз в 1550 году — на дочери кёнигсбергского купца Анне Крамер; в 1551 году умер сын Альбрехт, в 1553 году — другой сын, Кристоф.
В 1538 году стал профессором поэзии и красноречия университета во Франкфурте-на-Одере.
В 1544 году с учреждением нового университета в Кёнигсберге герцог прусский Альбрехт пригласил Сабина занять пост его первого ректора.
Сабин является автором университетской печати, на которой изображен поясной портрет герцога без головного убора, в латах и с обнажённым мечом. В XIX веке портрет перекочевал на значок кёнигсбергских студентов.
Сабин был назначен Альбрехтом на должность пожизненно, что противоречило традициям высшей школы и вызывало неодобрение профессуры. В 1555 году в результате преследования последователя А. Осиандера Сабин оставил ректорскую должность (формальная причина — теологический спор) и вернулся во Франкфурт-на-Одере. Курфюрст Бранденбурга Иоахим II охотно советовался с ним и использовал как дипломатического представителя. Сабин несколько раз совершал почётные миссии в Польшу и Италию. Вернувшись из Италии, он умер во Франкфурте 2 декабря 1560 года.
Лучшие стихотворения Сабина выдержаны в древнеримском духе, в манере Овидия: «In Ovidii fabulas» (Виттенберг, 1556), «Poemata et epistolae» (Лейпциг, 1558—1559) и др.